# Pink Star
La Pink Star fu un piroscafo mercantile di proprietà statunitense battente bandiera panamense; varata nel 1926, fu affondata il 20 settembre 1941 da un U-Boot tedesco durante la seconda guerra mondiale
La nave faceva parte di un convoglio che trasportava cibo verso l'Inghilterra quando venne affondata dall'U-552. La Pink Star con un carico di 4.100 tonnellate partì da New York il 3 settembre 1941 e venne affondata a 61,36° di latitudine nord, 35,7° di longitudine ovest.
Costruita nel 1926, era precedentemente nota col nome di Lundby e battente bandiera danese. L'equipaggio era formato da 35 uomini. I dispersi furono 13.